# Heteropogon elegans
Heteropogon elegans là một loài ruồi trong họ Asilidae. Heteropogon elegans được Becker miêu tả năm 1907. Loài này phân bố ở vùng Cổ Bắc giới.